# Ugly Rumours
Ugly Rumours est un groupe de rock dont l'un des membres et fondateurs était le futur premier ministre britannique Tony Blair, lorsqu'il étudiait au St John's College à Oxford au début des années 1970. Il chantait et jouait de la guitare au sein de la formation. Les autres membres du groupe étaient Mark Ellen, futur présentateur de l'émission télévisée musicale Old Grey Whistle Test sur la BBC et fondateur de la revue Q, et Adam Sharples, occupant aujourd'hui un poste de direction au sein du « Department for Work and Pensions ».